# Fort William (Robert Island)
Fort William (in Argentinien und Chile Cabo Morris) ist eine 100 m hohe und abgeflachte Landspitze, die das westliche Ende von Robert Island im Archipel der Südlichen Shetlandinseln bildet. Sie ist ein Ausläufer der Coppermine-Halbinsel.
Der britische Robbenjäger Robert Fildes (1793–1827) beschreibt die Landspitze bei seiner von 1820 bis 1822 dauernden Fahrt in die Antarktis als Ostseite der Einfahrt eines Wasserwegs, der heute als English Strait bekannt ist. In seinem Bericht aus dem Jahr 1829 platziert er sie jedoch irrtümlich auf die Westseite der English Strait und schlägt sie damit Greenwich Island zu. Diese Sichtweise wurde auch von den Teilnehmern der britischen Discovery Investigations übernommen, die zwischen 1934 und 1935 Vermessungen in diesem Gebiet vornahmen. Das UK Antarctic Place-Names Committee hingegen kam nach der Auswertung von Fildes’ Bericht und dem Studium zahlreicher Fotografien im Jahr 1962 zu dem Schluss, dass Fort William zu Robert Island gehört und die spätere Zuordnung des Namens auf die heute als Canto Point bekannte Landspitze an der Ostküste von Greenwich Island entfiel. Namensgeber der in Argentinien und Chile gültigen Benennung ist Alfred Morris (1890–unbekannt), Zeichner im Hydrographenamt der britischen Admiralität.